# Bataille des Ponts-de-Cé (1793)
Pour les articles homonymes, voir Bataille des Ponts-de-Cé.
Guerre de Vendée
Batailles
La bataille des Ponts-de-Cé se déroule du 26 au 28 juillet 1793 lors de la guerre de Vendée.

## Prélude
Le 18 juillet 1793, les troupes républicaines de l'Armée des côtes de La Rochelle subissent une nouvelle défaite à la bataille de Vihiers. Le 23 juillet, la ville d'Angers est mise en état de siège sur proposition du général Duhoux. Le 24, la nouvelle de la nomination par le Conseil exécutif du général Rossignol à la tête de l'Armée des côtes de La Rochelle arrive en ville.
De son côté, le général royaliste Charles de Bonchamps décide de profiter de la débâcle des troupes républicaines pour pousser en direction d'Angers. Son objectif est alors d'occuper la ville pour pouvoir faire passer une partie de ses troupes au nord de Loire et ranimer l'insurrection dans le nord de l'Anjou, le Maine et la Bretagne. Le 26 juillet, il attaque les avant-postes républicains aux buttes d'Erigné et aux Ponts-de-Cé.

## Forces en présence
D'après le rapport au ministre de la guerre des commissaires Besson et Brulé, le poste des buttes d'Erigné est défendu par 1 500 hommes commandés par le général de brigade Jacques Ollivier Desclozeaux. Les troupes sont constituées du 8e bataillon de volontaires de Paris, dit « des Lombards », fort de 600 hommes et dirigé par le commandant Bourgeois, du 6e bataillon de volontaires de Paris,, fort de 300 hommes, et d'un bataillon de Jemmapes.
Selon le commandant Bourgeois, les troupes républicaines sont positionnées de la manière suivante : en arrière, 150 hommes sont placés dans les moulins, près du bourg d'Erigné et 150 autres défendent la redoute, qui couvre Les Ponts-de-Cé sur la route de Brissac, avec deux pièces de canons pour défendre le pont. D'autres forces défendent les avant-postes et le camp, situé sur une position escarpée à la Roche-de-Mûrs.
Le nombre des Vendéens n'est pas connu. Bourgeois les estime entre 10 000 et 12 000.

## Déroulement

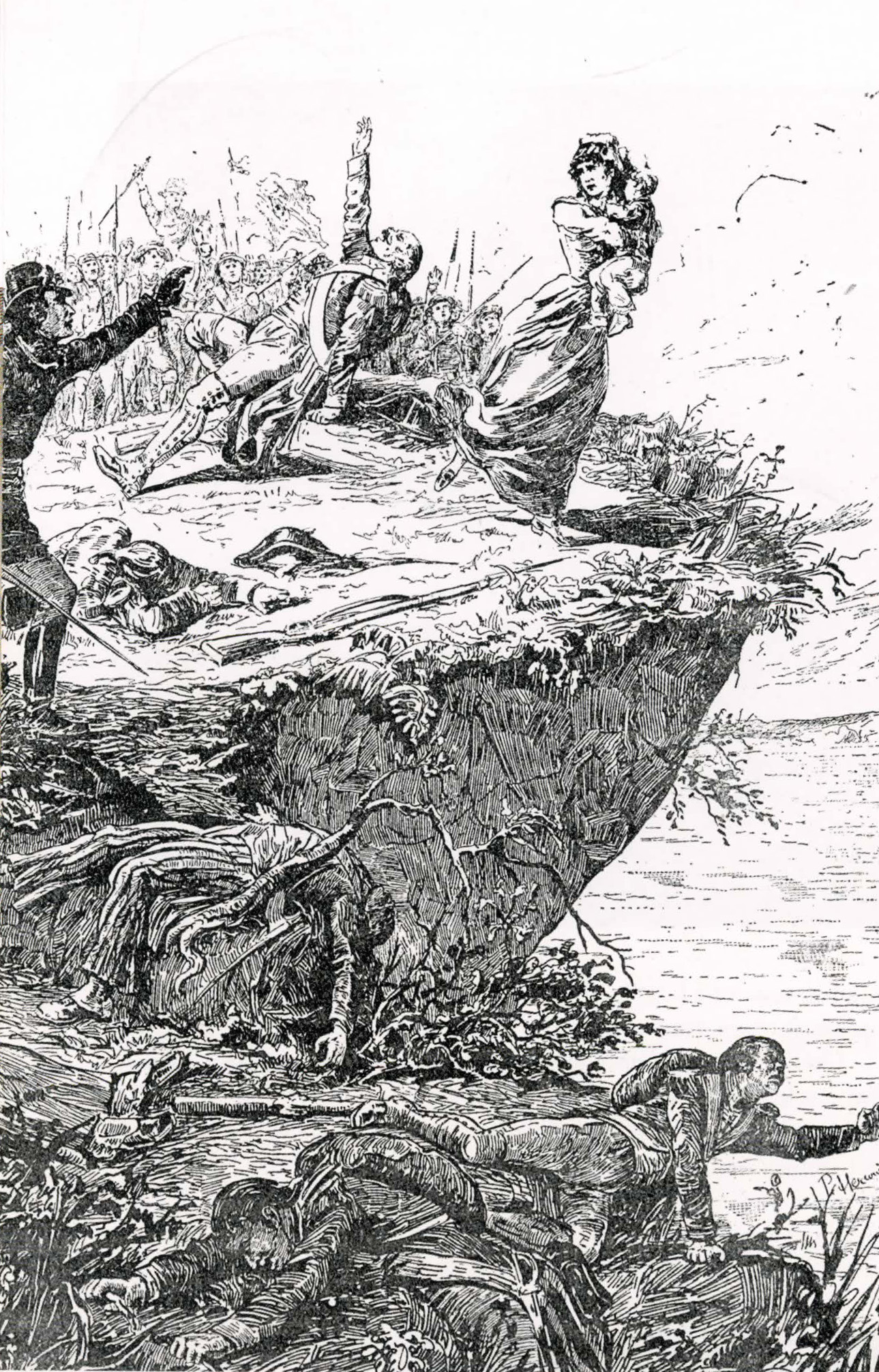
L'épisode de la Roche de Murs, dans Les guerres de Vendée, par Eugène Bonnemère, 1884.

Le 26 juillet 1793, les Vendéens attaquent les forces républicaines au sud d'Angers. Le combat s'engage aux buttes d'Erigné, où les républicains occupent le camp de la Roche-de-Mûrs et une redoute pour couvrir les ponts sur le Louet et la Loire,. Les Vendéens prennent le camp d'assaut, puis ils franchisent les ponts et occupent la ville des Ponts-de-Cé,. Ils peuvent ensuite avancer jusqu'aux abords d'Angers,.
Le général Desclozeaux se replie sur Saumur, où il adresse son rapport le lendemain aux représentants en mission. Il affirme que ses troupes ont refusé de combattre, qu'elles ont pris la fuite en dix minutes et que le général Duhoux n'a pu rallier que 300 hommes à Angers. À Saumur, le commissaire Momoro écrit alors aux administrateurs du département de Paris : « Nos troupes ne veulent pas se battre ; je ne conçois rien à nos bataillons de Paris, ils perdent de leur réputation. Il est bien facile aux rebelles de vaincre des gens qui ne veulent pas leur résister ». Le 27 juillet, Rossignol et Ronsin mettent la ville de Saumur en état de siège.
Un récit plus détaillé est par la suite donné par le commandant Bourgeois, chef du 8e bataillon de volontaires de Paris, dit « des Lombards ». Selon lui, les Vendéens attaquent le 26 juillet en poussant « des cris effroyables ». Les avant-postes se replient précipitamment et la redoute est emportée, ainsi que les ponts. Les défenseurs du camp se retrouvent alors cernés, sans aucune voie de repli. Bourgeois et ses hommes décident alors de sauter depuis les hauteurs de la Roche-de-Mûrs pour se précipiter dans le Louet, qui coule en contrebas. Il affirme que plusieurs se fracassent les membres ou sont fusillés et que seulement quatre survivent pour tenter la traversée à la nage avec lui. Bourgeois parvient à s'enfuir, mais il affirme avoir reçu une blessure au bras gauche et indique que deux de ses compagnons d'infortune ont été tués.
Bourgeois affirme ensuite être parvenu à rejoindre les rescapés de son bataillon, ainsi que ceux du 6e bataillon de Paris et du bataillon de Jemmapes, qui sont parvenus à s'enfuir avant la prise du pont par les Vendéens. Il affirme alors qu'une contre-attaque est lancée contre les Vendéens qui marchaient sur Angers et que ces derniers sont repoussés sur Les Ponts-de-Cé.
Le 28 juillet, les républicains lancent une contre-attaque depuis Angers. Elle est menée par la garde nationale d'Angers et des détachements de bataillons de la Sarthe et de Jemmapes, placés sous les ordres de l'adjudant-général Michel-Louis Talot,. Les Vendéens battent en retraite et les républicains reprennent Les Ponts-de-Cé et les buttes d'Erigné ,.

## Pertes
Le 1er août, le bulletin du Conseil supérieur de la Vendée annonce un bilan de 600 patriotes tués, dont un grand nombre noyés après s'être précipités dans la Loire, 300 faits prisonniers, quatre canons capturés et un autre tombé dans la rivière. En 1892, l'historien républicain Charles-Louis Chassin semble s'inspirer de ce bilan pour affirmer que pas moins de 600 volontaires républicains ont été précipités dans la Loire. 
En 1983 cependant, Simone Loidreau consulte le dossier du 8e bataillon de Paris au Service historique de la Défense et conclut que les pertes du bataillon dans le combat du 26 juillet sont de 88 morts, 40 blessés, 155 prisonniers et 180 déserteurs sur un effectif de 977 hommes. En 2007, Jacques Hussenet indique que si la légende a dénombré 600 morts du côté des républicains, leur nombre est plus probablement de 88 d'après les historiens.

## Le monument de la Roche-des-Mûrs
En 1887, Victor Jeanvrot, franc-maçon et conseiller à la Cour d'appel d'Angers, lance un appel à une souscription pour commémorer le sacrifice des volontaires parisiens et édifier sur « un des rares points culminants de la région qui aient échappé aux investigations » des cléricaux « resplendissant et radieux, le monument de la liberté ». La ville de Paris s'associe à cette souscription, sur le rapport fait par Alfred Lamouroux au cours de la session du Conseil général de la Seine. Ce rapport affirme aussi que l'épouse du commandant Bourgeois préféra se jeter dans la Loire avec son enfant dans les bras plutôt que de se rendre aux Vendéens qui lui promettaient la vie sauve si elle criait « Vive le Roi ! ». Un récit dont le commandant Bourgeois ne fait cependant aucune mention dans ses écrits. En 1891, un monument est élevé sur les hauteurs de la Roche-de-Mûrs.

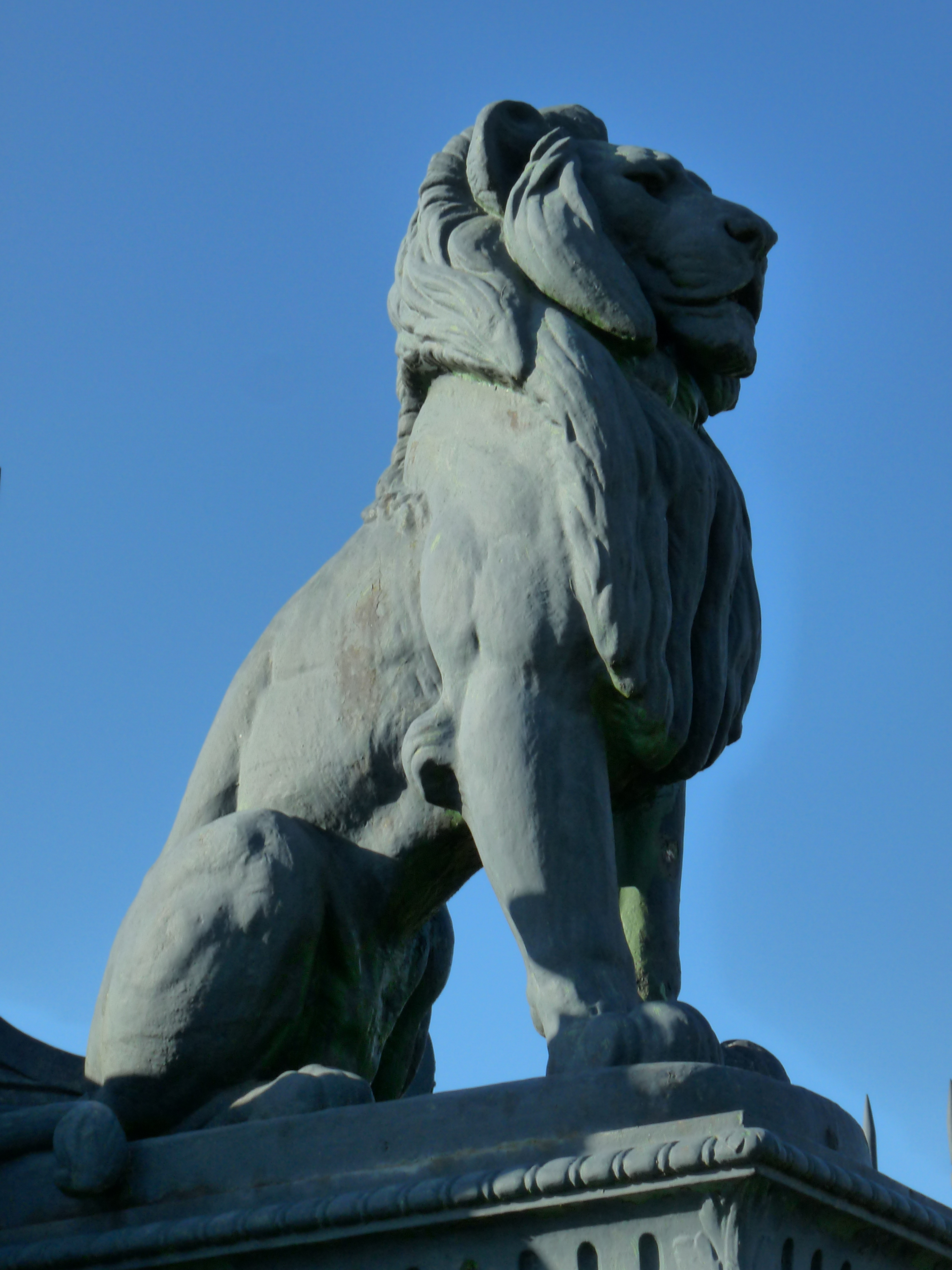
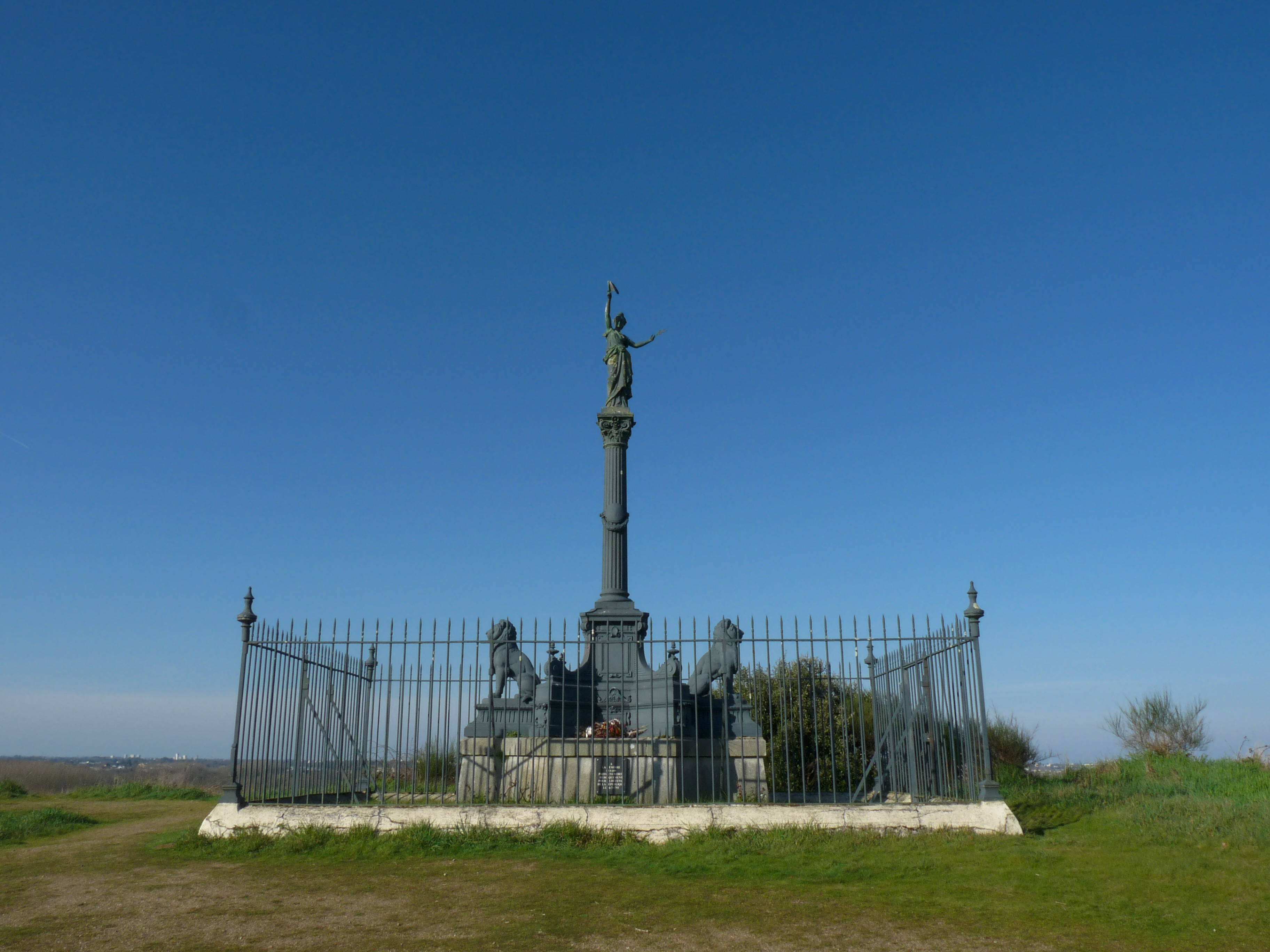
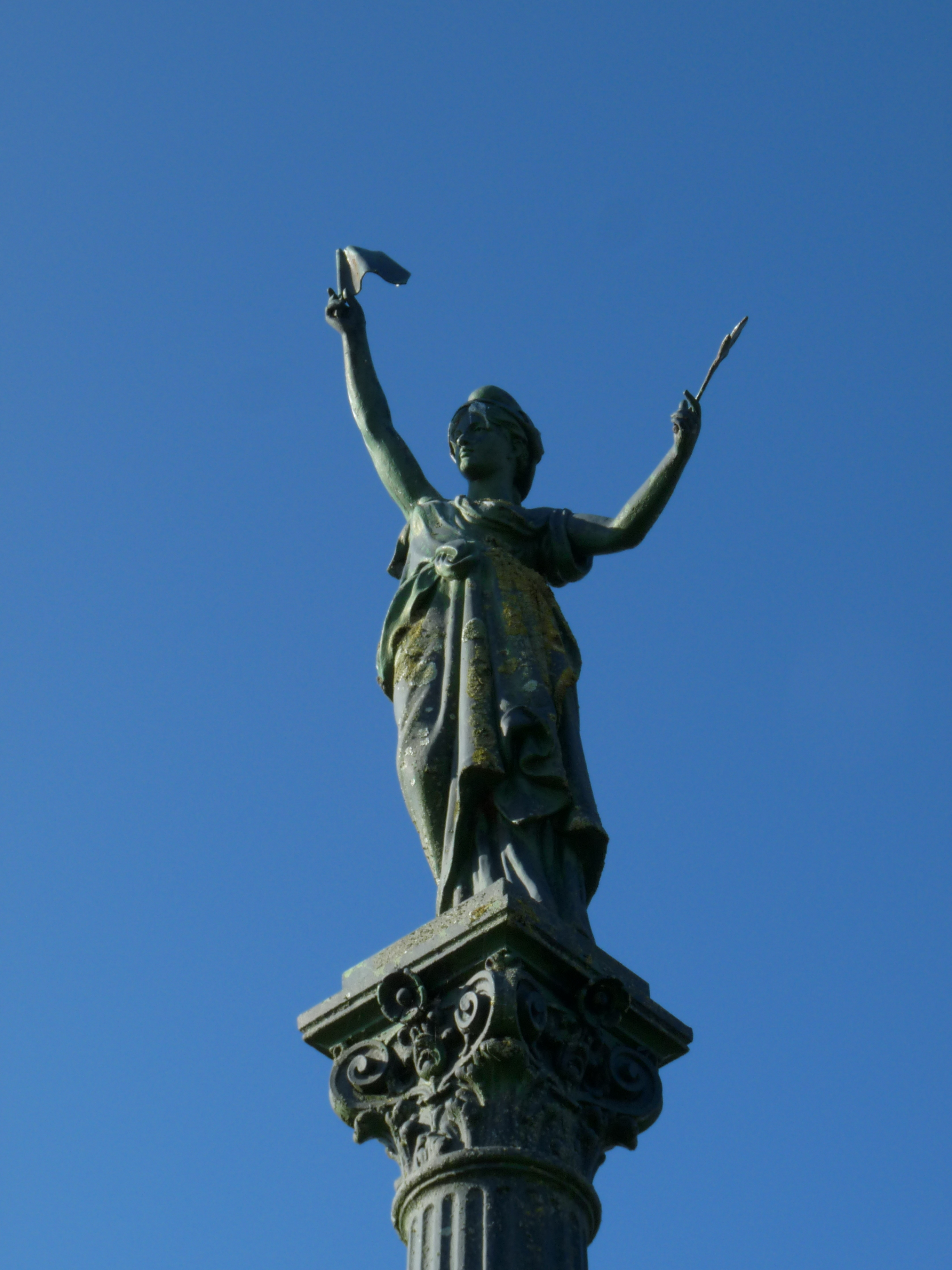